# 韩国国务会议
国务会议（：／）是大韩民国的最高行政決策机构和政府内阁，以总统为中心，参与讨论宪法规定的“属于行政部门权力范围内的重要政策”。韩国政府行政部门中，最具影响力的部门是政府部委 。

## 组成人员
截至2024年，韩国的行政部门由19个部、3个机构和19个廳组成。国务会议包括总统、国务总理及19名部长。任何部长在韩国国会通过其任命之前，必须先被任命加入国务会议。除总统和國務总理外，国务会议成员不得超过30人，不少于15人。总统为国务会议议长，国务总理为副议长。 
虽然不是国务会议的正式成员，但总统秘书室长（대통령비서실장）、國務調整室長（국무조정실장）、政策室长（대통령비서실 정책실장）、国家安保室长（국가안보실장）、法制处长（법제처장）、食品医药品安全处长（식품의약품안전처장）、公正交易委员会委员长（공정거래위원회위원장）、金融委员会委员长（금융위원회위원장）、科学技术革新本部长（과학기술혁신본부장）、通商交涉本部长（통상교섭본부장）、首爾特別市長以及法律指定或国务会议议长认为必要的其他官员，也可以出席国务会议，并在国务会议面前发言，但对会议讨论的事项无表决权。
首尔特別市长虽然是廣域地方自治團體長的首长，与中央行政部门没有直接关系，但考虑到首尔作为特殊城市的特殊地位，以及首尔特別市长是韩国唯一的内阁级市长，因此获准出席国务会议。
代理部长不是当然的国务委员。当一部落入代理部长时，该部国务委员悬空。

### 国务会议正式成员
| 職位                         | 肖像 | 現任官員 | 黨派       | 就職日         |
| ---------------------------- | ---- | -------- | ---------- | -------------- |
| 總統（議長）                 |      | 李在明   | 共同民主党 | 2025年6月4日   |
| 國務總理（副議長）           |      | 金民锡   | 共同民主党 | 2025年7月3日   |
| 國務委員                     |      |          |            |                |
| 经济副总理兼任企劃財政部部長 |      | 具润哲   | 無黨籍     | 2025年7月18日  |
| 社会副总理兼任教育部部長     |      | （代理） |            | 2025年7月29日  |
| 科學技術資訊通信部部長       |      | 裴慶勳   | 無黨籍     | 2025年7月16日  |
| 外交部部長                   |      | 趙顯     | 共同民主党 | 2025年7月18日  |
| 統一部部長                   |      | 郑东泳   | 共同民主党 | 2025年7月25日  |
| 法務部部長                   |      | 郑成湖   | 共同民主党 | 2025年7月18日  |
| 國防部部長                   |      | 安圭伯   | 共同民主党 | 2025年7月25日  |
| 行政安全部部長               |      | 尹昊重   | 共同民主党 | 2025年7月19日  |
| 國家報勳部部長               |      | 權五乙   | 共同民主党 | 2025年7月25日  |
| 文化體育觀光部部長           |      | 崔輝永   | 無黨籍     | 2025年7月31日  |
| 農林畜產食品部部長           |      | 宋美玲   | 無黨籍     | 2023年12月29日 |
| 產業通商資源部部長           |      | 金正官   | 無黨籍     | 2025年7月18日  |
| 保健福祉部部長               |      | 鄭銀敬   | 無黨籍     | 2025年7月21日  |
| 環境部部長                   |      | 金星焕   | 共同民主党 | 2025年7月21日  |
| 僱傭勞動部部長               |      | 金荣训   | 共同民主党 | 2025年7月21日  |
| 女性家族部部長               |      | （代理） |            | 2024年2月22日  |
| 國土交通部部長               |      | 金润德   | 共同民主党 | 2025年7月31日  |
| 海洋水產部部長               |      | 田载秀   | 共同民主党 | 2025年7月23日  |
| 中小企業和初創企業部部長     |      | 韓聖淑   | 無黨籍     | 2025年7月23日  |

### 国务会议列席成员
| 職位                     | 肖像 | 現任官員 | 黨派       | 就職日        |
| ------------------------ | ---- | -------- | ---------- | ------------- |
| 出席政府委員             |      |          |            |               |
| 科學技術革新本部長       |      | 朴仁圭   | 無黨籍     | 2025年7月13日 |
| 通商交涉本部長           |      | 呂翰九   | 無黨籍     | 2025年6月11日 |
| 出席總統轄下機關官員     |      |          |            |               |
| 總統秘書室長             |      | 姜勳植   | 共同民主党 | 2025年6月4日  |
| 國家安保室長             |      | 魏聖洛   | 共同民主党 | 2025年6月4日  |
| 總統秘書室政策室長       |      | 金容範   | 無黨籍     | 2025年6月6日  |
| 出席國務總理轄下機關官員 |      |          |            |               |
| 国务调整室长             |      | 尹昌烈   | 無黨籍     | 2025年6月24日 |
| 人事革新處長             |      | 崔東錫   | 無黨籍     | 2025年7月20日 |
| 法制處長                 |      | 曹源彻   | 无党籍     | 2025年7月13日 |
| 食品醫藥品安全處長       |      | 吳裕耕   | 無黨籍     | 2022年5月27日 |
| 公正交易委員會委員長     |      | 韓基貞   | 無黨籍     | 2022年9月16日 |
| 金融委員會委員長         |      | 金秉煥   | 無黨籍     | 2024年7月31日 |
| 出席廣域自治團體長       |      |          |            |               |
| 首爾特別市長             |      | 吳世勳   | 國民力量   | 2021年4月8日  |

## 职能
国务会议是韩国行政部门的最高政策商议和决策机构。大韩民国宪法第89条规定，国务会议必须决定 "行政机关职权范围内的重要政策":
1. 国家的基本计划和政府的一般政策。
2. 宣战、媾和及其他重要的对外政策。
3. 宪法修正案、国民投票案、条约、法律及总统令。
4. 预算、决算、国有财产处理基本计划，构成国家负担的契约及其他有关重要财政事项。
5. 总统的紧急命令、紧急财政经济命令及其处理，戒严令及其解除令。
6. 有关重要军事事项。
7. 召开国会临时会议的要求。
8. 荣誉称号的授予。
9. 赦免、减刑及恢复政治权利事项。
10. 政府各部职能的划分。
11. 与授予或分配政府内部许可权有关的基本计划。
12. 有关对国家治理的评价和分析。
13. 制定和協調政府各部的重要政策。
14. 有关解散政党的提议。
15. 向政府提出、与政策有关的请愿及其答复。
16. 检察总长、联合参谋议长、各军种参谋总长、国立大学校长、驻外大使及其他法律规定的公务员和国有企业领导的任命。
17. 其他由总统、国务总理或国务委员提出的事项。

必须指出，韩国国务会议的职能与许多其他形式类似的国家的内阁有所不同。韩国的政治制度基本上是总统制，但又结合了议会内阁制的某些特点，因此，韩国国务会议也是两种制度的结合。韩国国务会议在执行政策的同时，还为总统进行政策咨询。这反映出韩国大体上是总统制共和国，国务会议的决议也不能约束总统的决定。在这方面，韩国国务会议类似于总统制共和国中，总统的咨询顾问委员会。但与此同时，大韩民国宪法详细规定了包括预算和军事事项在内的17类事务，其除总统批准外，还需要国务会议的决议通过。在这方面，韩国国务会议类似于议会制内阁。